# سورپرایز شانگهای
شگفتانه شانگهای یا سورپرایز شانگهای (انگلیسی: Shanghai Surprise) فیلمی بریتانیایی در سبک کمدی رمانتیک و ماجرایی است که در سال ۱۹۸۶ منتشر شد.

## بازیگران
- شان پن
- مدونا
- پل فریمن
- ریچارد گریفیتس
- جرج هریسون
- پروفسور تاناکا
- کلاید کوساتسو
- لیم کی تانگ
- مایکل آلدریج